# Obersgegen
Obersgegen ist ein Ortsteil der Ortsgemeinde Körperich im Eifelkreis Bitburg-Prüm in Rheinland-Pfalz. Bis zum 6. Juni 1969 war Obersgegen eine eigenständige Gemeinde.

## Geographische Lage
Obersgegen liegt im grenzübergreifenden deutsch-luxemburgischen Naturpark in der Eifel an der geologischen Grenze (Steinschichten) zwischen dem Sandstein des Gutlands und dem Schiefer des Islek. Im Nordosten ist Geichlingen und im Osten Hüttingen bei Lahr jeweils etwa 3 km entfernt. Im Süden liegt in 1 km Entfernung Körperich, im Westen in 2 km Roth an der Our und Vianden (4 km), im Norden liegt Bauler (7 km).

## Geschichte
Obersgegen wurde erstmals im Jahr 781 urkundlich im Rahmen einer Schenkung an das Kloster Echternach genannt. Dort steht der Ort als das in pago Ardinense (Ardennen) gelegene Geine super fluvio Geihe (geihe =Gaybach). Daraus entstand dann der Name Jegen, später Gegen. Dazu bildeten sich eigene Schwerpunkte mit Ortsbezeichnungen, im Norden Obersgegen, im Süden Niedersgegen, dazwischen Körperich.
Bestätigt wurde der Klosterbesitz von Land und Kirche 1069 von Papst Alexander II. und später abermals von Papst Viktor IV. (1161). Die im Jahre 1570 genannte Kapelle ist noch heute zu sehen.

## Wappen von Körperich

Das Wappen der heute übergeordneten Gemeinde Körperich wurde in Anlehnung an die fünf Ortsteile der Gemeinde entworfen und stellt diese ebenfalls symbolisch dar.
Wappenbegründung: Die räumlich enger zusammengelegenen ehemaligen Gemeinden Obersgegen, Körperich und Seimerich waren weitgehend bestimmt und beeinflusst von der Commende des Johanniterordens, die ihren Sitz im benachbarten Roth hatte. Für diese Gemeinden sind daher die drei Malteserkreuze – Zeichen des Johanniterordens – aufgenommen worden. Die südlich gelegenen Gemeinden Kewenig und Niedersgegen waren orientiert zur ehemaligen Abtei Echternach. Nach Mitteilung des Staatsarchives Luxemburg führte die Abtei Echternach ein Gleven- (Linien-) Kreuz, belegt von einer Schwurhand im Siegel. Für diese beiden Gemeinden sind daher die beiden Linien aufgenommen und damit alle ehemals selbstständigen Gemeinden im Wappen vertreten. Vor den Johannitern bestand bis 1311 in Roth die Niederlassung des Tempel-Ritter-Ordens. Dieser führte im gevierteilten Schild einen roten Schräg-links-Balken in Gold. Der Schildgrund in Gold ist ebenfalls übernommen. Da die Zeichen somit auf „goldenem Grund“ stehen, liegt zudem auch ein redendes Wappen vor, da das Gebiet der jetzt zusammengeschlossenen Gemeinden im Volksmund „Goldener Grund“ genannt wird.

## Kultur und Sehenswürdigkeiten

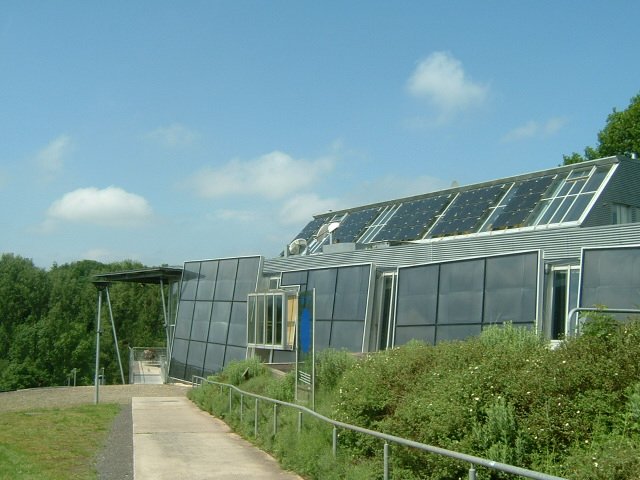
Ehemaliger Gaytalpark

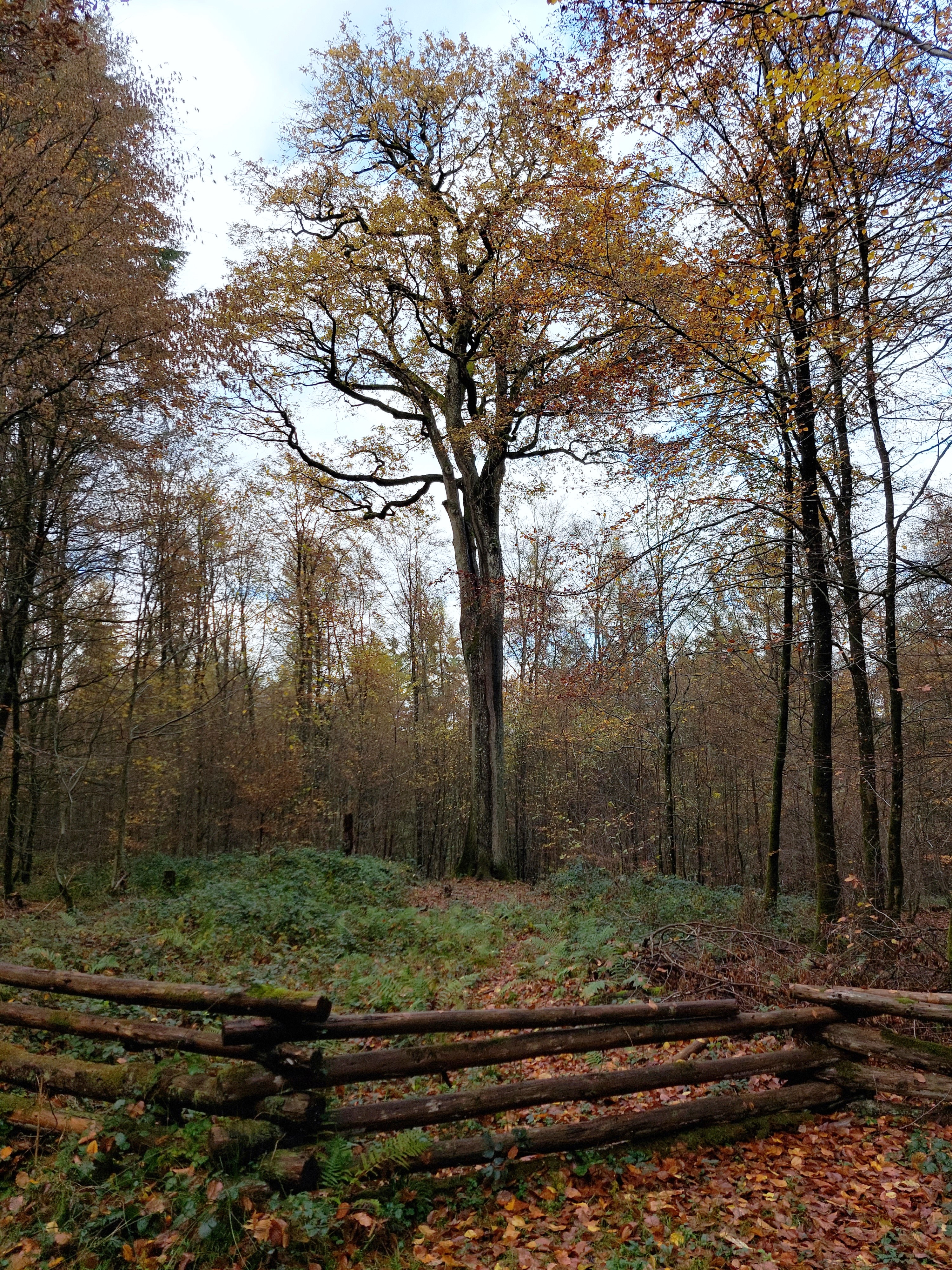
Königseiche im Kammerwald

### Bauwerke
- Bekannt wurde Obersgegen vor allem in den letzten Jahren durch das 1996 errichtete Umwelt- und Erlebniszentrum Gaytalpark. Das Hauptgebäude liegt etwas oberhalb des Ortes, die übrigen Stationen sind rund um Obersgegen zu finden. Der Park gleicht eher einer 20 ha großen Außenanlage. Er wurde mit einem Erlebnispfad mit 20 Informationspunkten und Aktionsmöglichkeiten ausgestattet. Das mit Sonnenkollektoren und Solarzellen sowie einem energieproduzierenden Windrad ausgestattete Haus enthält multimediale Ausstellungen und informiert über erneuerbare Energien.[2]

Der Gaytalpark war ab dem 1. Juli 2011 geschlossen, da sich der Träger über eine weitere Finanzierung nicht verständigen konnte.
Seit dem 1. Mai 2016 wird das Gebäude als Landhotel und Restaurant im Privatbesitz unter neuem Namen betrieben.
- Die jetzige St. Antoniuskapelle stammt möglicherweise aus dem 15. Jahrhundert. Sie wird in Visitationsakten von 1570 als Filiale der Pfarrei Roth an der Our genannt. Der Altar vom Beginn des 18. Jahrhunderts ist ebenso wie der Altarraum selbst noch in seiner ursprünglichen Form. Aufgrund der Zerstörungen am Bau während der Rückschlagung der Ardennenoffensive 1944/45 wurde sie 1958 teilweise abgerissen und neu erbaut. Nur der Altarraum stammt aus der alten Kapelle. Schutzpatron der Kapelle ist der heilige Antonius.[5]

Siehe auch: Liste der Kulturdenkmäler in Körperich

### Grünflächen und Naherholung
- Etwa 2 km außerhalb des Ortskerns steht im Kammerwald die etwa 450-jährige Königseiche. Sie misst einen Umfang von 475 cm und besitzt eine Höhe von 38 m. Zur Sicherung vor Blitzeinschlag ist sie durch einen bis in die 18 m umfassende Krone reichenden Blitzableiter geschützt.[6]
- Wandern in und um Obersgegen

### Regelmäßige Veranstaltungen
- Jährliches Kirmes- bzw. Kirchweihfest
- Burgbrennen am ersten Wochenende nach Aschermittwoch (sogenannter Scheew-Sundich)[7][8][9]